# Серфсайд (Флорида)
Серфсайд (англ. Surfside) — муниципалитет, расположенный в округе Майами-Дейд (штат Флорида, США) с населением в 5775 человек по статистическим данным переписи 2005 года.

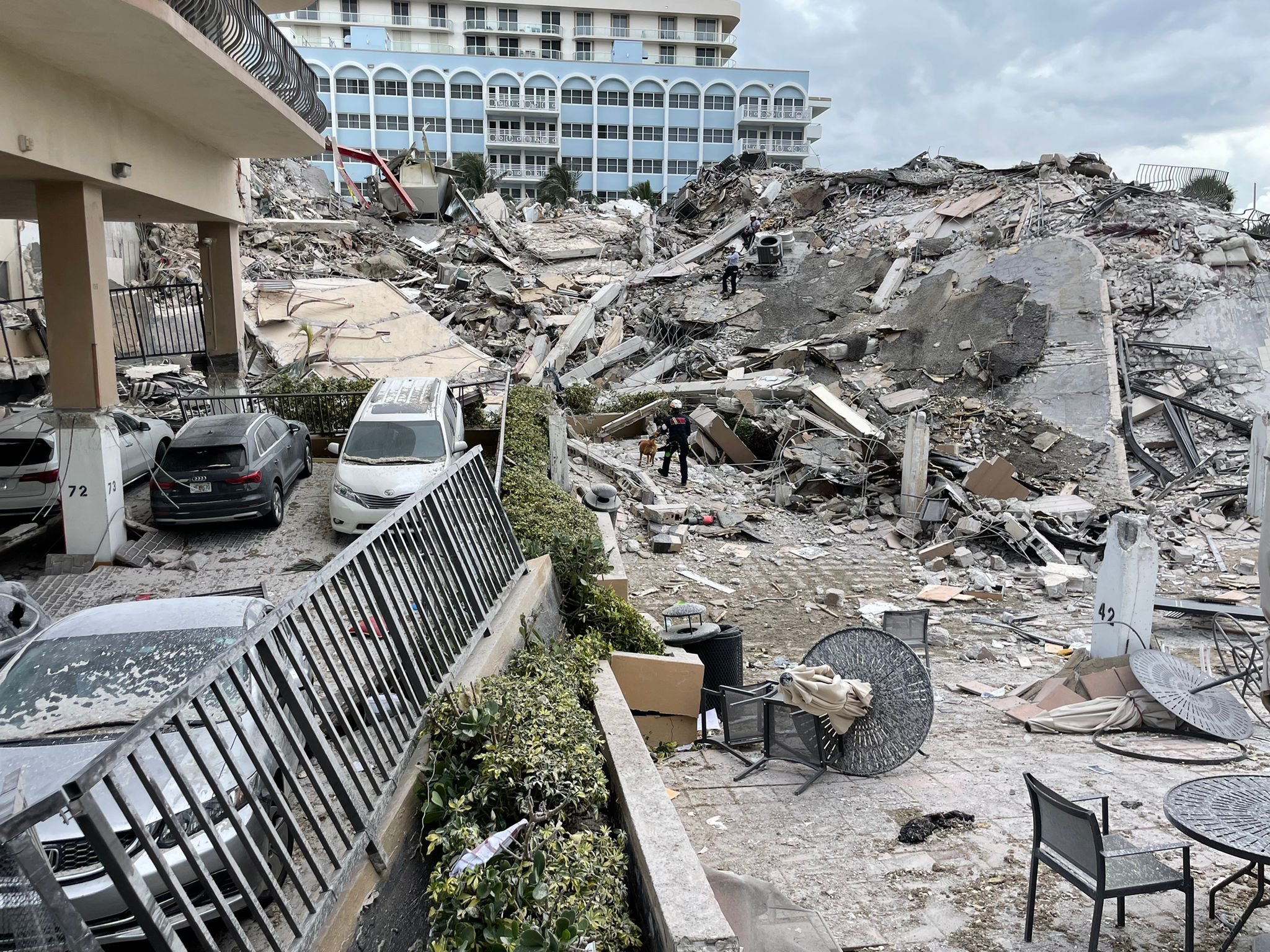
Спасатели с поисково-спасательной собакой ищут выживших, 24 июня 2021 года

## География
По данным Бюро переписи населения США муниципалитет Серфсайд имеет общую площадь в 2,59 квадратного километра, из которых 1,29 кв. километра занимает земля и 1,29 кв. километра — вода. Площадь водных ресурсов округа составляет 49,81 % от всей его площади.
Муниципалитет Серфсайд расположен на высоте уровня моря.

## Демография
Из 2248 домашних хозяйств в 20,5 % воспитывали детей в возрасте до 18 лет, 46,6 % представляли собой совместно проживающие супружеские пары, в 9,6 % семей женщины проживали без мужей, 40,8 % не имели семей. 32,9 % от общего числа семей на момент переписи жили самостоятельно, при этом 15,1 % составили одинокие пожилые люди в возрасте 65 лет и старше. Средний размер домашнего хозяйства составил 2,18 человека, а средний размер семьи — 2,75 человека.
Население муниципалитета по возрастному диапазону по данным переписи 2000 года распределилось следующим образом: 16,3 % — жители младше 18 лет, 4,5 % — между 18 и 24 годами, 29,3 % — от 25 до 44 лет, 24,0 % — от 45 до 64 лет и 25,9 % — в возрасте 65 лет и старше. Средний возраст жителей составил 45 лет. На каждые 100 женщин в Серфсайде приходилось 86,9 мужчины, при этом на каждые сто женщин 18 лет и старше приходилось 86,4 мужчины также старше 18 лет.
Средний доход на одно домашнее хозяйство составил 50 927 долларов США, а средний доход на одну семью — 56 327 долларов. При этом мужчины имели средний доход в 47 147 долларов США в год против 39 181 доллара среднегодового дохода у женщин. Доход на душу населения составил 50 927 долларов в год. 6,7 % от всего числа семей в населённом пункте и 11,5 % от всей численности населения находилось на момент переписи населения за чертой бедности, при этом 19,4 % из них были моложе 18 лет и 7,9 % — в возрасте 65 лет и старше.

## Происшествия
25 июня 2021 года после обрушения 12-этажного жилого дома в этом муниципалитете 98 человек погибли, 11 были ранены и 128 спасены.